# Косоротов, Валентин Николаевич
Валенти́н Никола́евич Косоро́тов (15 января 1930, Старый Торъял, Новоторъяльский район, Марийская автономная область, РСФСР, СССР ― 4 мая 1974, Йошкар-Ола, Марийская АССР, РСФСР, СССР) ― марийский советский писатель, переводчик, журналист, редактор, педагог, член Союза писателей СССР с 1965 года. Лауреат премии Марийского комсомола имени Олыка Ипая (1972).

## Биография
Родился 15 января 1930 года в дер. Старый Торъял ныне Новоторъяльского района Марий Эл в крестьянской семье. В 1946 году окончил Староторъяльскую школу, работал в редакции районной газеты.
В 1951 году окончил Марийский педагогический институт имени Н. К. Крупской. Работал учителем в школах Марийской АССР и Краснодарского края.
С 1954 года работал редактором художественной литературы в Марийском книжном издательстве, затем — сотрудником сатирического журнала «Пачемыш» («Оса»), корреспондентом Марийского радио, сотрудником районной газеты. В 1966 году по приглашению В. Колумба вернулся на работу в Марийское книжное издательство, затем работал литературным сотрудником редакции журнала «Ончыко».

Могила марийского писателя Косоротова Валентина Николаевича на Туруновском кладбище города Йошкар-Олы

Скоропостижно скончался 4 мая 1974 года в Йошкар-Оле. Похоронен на Туруновском кладбище.

## Литературная деятельность
Писать начал с детства, первая публикация появилась в 1957 году в республиканской газете Марийской АССР «Марий коммуна». Затем его рассказы, повести публиковались в газетах, журнале «Ончыко».
Автор 8 книг на марийском и русском языках. Повесть «Тура кугорно» («Крутые перевалы») стала событием в марийской литературе начала 1970-х годов. Одно из последних произведений В. Косоротова «Кӱртньым шокшынек таптат» («Железо куют горячим») посвящено труду рабочего класса Марийской республики. По словам коллег и брата писателя Г. Пирогова, эти две повести были задуманы как первая часть большого эпического романа.
В. Косоротов перевёл на родной язык произведения Л. Толстого, М. Горького, А. Гайдара, С. Антонова, В. Тендрякова, А. Краснопёрова и др. В свою очередь его рассказы и повести переведены на многие языки: русский, белорусский, башкирский, татарский, чувашский, мордовский, коми.
В 1965 году принят в Союз писателей СССР. За повесть «Крутые перевалы» в 1972 году ему была присуждена премия Марийского комсомола имени Олыка Ипая.

## Основные произведения
Далее представлен список основных произведений В. Н. Косоротова на марийском языке и в переводе на русский язык:

### На марийском языке
- Чевер кеҥеж: ойлымаш-влак [Славное лето: рассказы]. ― Йошкар-Ола, 1961. 28 с.
- Шыже муро: ойлымаш-влак [Осенняя песня: рассказы]. ― Йошкар-Ола, 1961. 76 с.
- Уржа кинде: ойлымаш-влак да повесть [Ржаной хлеб: рассказы и повесть]. ― Йошкар-Ола, 1962. ― 104 с.
- Памаш вӱд: ойлымаш-влак [Ключевая вода: рассказы]. ― Йошкар-Ола, 1964. ― 100 с.
- Канде шинчан шошо: ойлымаш-влак [Синеглазая весна: рассказы]. Йошкар-Ола, 1968. ― 188 с.
- Пу кидетым: повесть гыч ужаш // Марий коммуна. 1972. 18—21, 23 май.
- Тура кугорно: повесть [Крутые перевалы]. ― Йошкар-Ола, 1973. ― 320 с.
- Тулшыже чия: очерк // Ончыко. 1974. № 1. С. 56—67.
- Илыш ӱшан: ойлымаш-влак да повесть [Надежда: рассказы, повесть]. ― Йошкар-Ола, 1980. ― 320 с.
- Тура кугорно: повесть да ойлымаш-влак. ― Йошкар-Ола, 1990. ― 320 с.

## В переводе на русский язык
- Осенняя песня; Чёрная кровь: рассказы / пер. В. Муравьёва // Рассказы марийских писателей. ― Йошкар-Ола. 1961. ― С. 12—18, 104—113.
- Ключевая вода: рассказы / пер. В. Муравьёва, С. Макарова и автора. ― Йошкар-Ола, 1967. ― 152 с.
- Верук; Чёрная кровь: рассказы / пер. В. Муравьёва // Солнце над лесами. ― Йошкар-Ола. 1970. ― С. 377—398.
- Синеглазая весна: рассказы / пер. Л. И. Ятманова. Йошкар-Ола, 1972. ― 200 с.
- Крутые перевалы: повесть и рассказы / пер. В. Муравьёва, С. Макарова и авт. ― М., 1981. ― 208 с.

## Признание
- Премия Марийского комсомола имени Олыка Ипая (1972)[2][3][4]
- Медаль «За доблестный труд. В ознаменование 100-летия со дня рождения Владимира Ильича Ленина»

## Память
Изучением творческого наследия писателя занимался его брат — писатель Г. Пирогов. Он написал о нём ряд статей, посвятил ему роман-воспоминание «Сорла» («Серп»).